# サブロー
サブロー（本名：大村 三郎〈おおむら さぶろう〉、1976年6月1日 - ）は、岡山県岡山市北区出身の元プロ野球選手（外野手、右投右打）、プロ野球コーチ。2023年から千葉ロッテマリーンズの二軍監督、2025年から一軍ヘッドコーチを務める。
妻はタレントの中嶋ミチヨ（2000年8月に結婚）。

## 経歴

### プロ入り前
岡山市立岡輝中学校（岡山リトルシニア）を卒業後、PL学園高等学校へ進学。1994年の第66回選抜高等学校野球大会に出場し、「1番・中堅手」としてベスト4進出に貢献する。子供のころは、阪神タイガースのファンであったことを、ブログで述べている。少年野球では、「黒い霧事件」でプロ球界を永久追放された森安敏明の指導を受けていた。
PL学園では2学年上に今岡真訪、1学年上に松井稼頭央、同期に宇高伸次、1学年下に福留孝介、2学年下に前川勝彦がいた。
同1994年のドラフト会議で千葉ロッテマリーンズから1位指名を受け入団。ロッテにおける打者の1位指名は袴田英利（捕手）以来17年ぶり。背番号は本名の「三郎」にちなみ、語呂合わせで36、登録名は、同年にイチローが本名の「鈴木一朗」から登録名を変更し、才能を開花させたことに倣って、本人の強い希望で「サブロー」に決まった。

### ロッテ時代

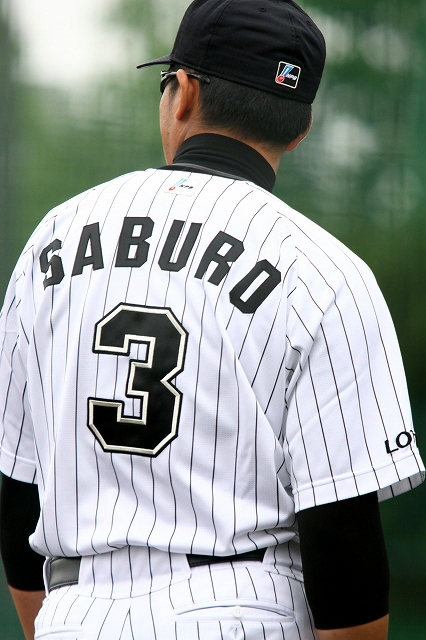
背番号3のサブロー

1995年 - 1999年
プロ1年目は6月に一軍初昇格すると、左翼手を務めていたピート・インカビリアの不振もあってスタメンの機会も与えられ、高卒1年目ながらシーズンを通して28試合に出場した。1996年は当時のロッテ外野陣の層の厚さもあって一軍で出場する機会は限られ、僅か9試合の出場に留まった。1997年からは背番号2を与えられ、プロ入り最多となる33試合に出場したものの、打率.179と低調に終わった。1998年は僅か2試合の出場に留まり、プロ入り初のシーズン無安打に終わった。1999年は一軍に定着して初めて100試合以上に出場し、プロ入り後当時の最高成績を残した。
2000年
5月18日、対福岡ダイエーホークス戦にて、2回裏に松本輝からプロ入り初本塁打となる左越3ランを放った。同年はこの本塁打含む5本塁打を記録するなど打撃面で成長を見せ、後半戦は右翼手のレギュラーに定着した。出場試合数こそ前年を下回ったが、打席数は大幅に増え、前年を上回る打率.270を記録した。
2001年
大塚明の成長とデリック・メイ の獲得によって外野手層が若干厚くなったため、キャンプから内野手にコンバートされる。3月24日西武ドームでの開幕戦を「9番・二塁手」で先発出場を果たす。しかし、自身の不振と同じ二塁の酒井忠晴の好調が重なって、5月下旬からは再び外野で出場するようになった。
2002年
この年から登録上が外野手に戻った。シーズンを通して「2番・中堅手」のレギュラーとして活躍し、オールスターゲームに初出場。自身初の規定打席に到達し、自己最多の131試合に出場。打率.286、9本塁打、13盗塁を記録した。
2003年
「1番・右翼手」で開幕先発出場したが、この年は故障で80試合の出場に留まった。しかし、初の2桁本塁打（10本）を記録し、読売ジャイアンツ終身名誉監督でもあるアテネ五輪野球日本代表監督長嶋茂雄に「これほど上半身を上手く使う打者は見たことがない」と評された。
2004年
9シーズンぶりにロッテの監督に復帰したボビー・バレンタインが背番号2を希望し、球団側がそれを了承したため背番号を3に変更した。この年は前年を上回る89試合に出場したが、打率.256、5本塁打と成績を落とした。
2005年
8月13日のオリックス・バファローズ戦でプロ入り初の4番に抜擢され、2試合連続本塁打を放つなど31年ぶりのリーグ優勝・日本一に貢献。シーズンを通して107試合に出場。規定打席には届かなかったが、打率.313、14本塁打、50打点といずれも自己最高の成績を残し、マリンガン打線の「まったく新しいタイプの4番打者、つなぎの4番」と評された。
2006年
8月15日付でFA権を取得。この年は前年を上回る115試合に出場したが、規定打席には届かず打率.218と打撃不振に陥った。これもあって取得したFA権を行使せず2年契約でチームに残留した。
2007年
開幕こそ出遅れるも5月から「4番・右翼手」に定着。リーグ7位の得点圏打率.310、チーム2位かつ自己最高の68打点を挙げた。6月6日の対巨人戦（千葉マリン）で連続打数安打記録を9とし、球団記録である堀幸一の8を塗り替えた（R・J・レイノルズと高橋由伸の11に次ぐ史上第3位）。クライマックスシリーズでは第1ステージのMVPを獲得。シーズンオフには2008年の北京五輪出場を目指す野球日本代表の最終候補に選出され、台湾で開催された北京五輪予選を兼ねたアジア選手権に出場。打順は8番・9番ながら、韓国戦で同点適時打を放ち、台湾戦では同点のスクイズを決めるなど主軸級の活躍を見せる。また全3試合において当時はあまり守らなかった左翼を堅実に守り、日本の北京五輪出場権獲得に貢献した。なお、この大会は本名の「大村三郎」で出場していた。
2008年
打率.289と好成績だったが、春先に左太もも痛で戦線離脱したこともあり、105試合の出場に留まり、前年よりも打点が10点以上も減ってしまい、規定打席にも届かなかった。オフにはメジャーリーグ移籍も考慮に入れFA権を行使かと報道されたが、結局FA権を行使せず残留した。
2009年
開幕を一軍で迎え、シーズンを通して一軍に帯同。チームが低迷する中、好調をキープし、2002年以来自身二度目のオールスターゲーム出場を果たす。前年を上回る119試合に出場し、規定打席に到達した年としてキャリア唯一の3割にして自己最高の打率.314（リーグ3位）、自身初のシーズン20本塁打（22本）、自己最多タイとなる68打点を記録した。その一方、守備走塁での衰えが顕著となった年でもあった
2010年
この年から選手会長に就任した。シーズンでは主に6番、シーズン最後の3連戦からポストシーズンにかけては4番を任された。前年より大きく打率を下げるも、自己最多の71打点を記録した。本塁打も19本と前年に引き続き長打力は健在であり、通算1000安打・100本塁打も記録。チームのクライマックスシリーズ出場及び2度目の日本一に貢献した。なお、日本シリーズでの成績は優秀選手賞を獲得した前回出場時よりも全体的に上回っていたものの（打率.300、1本塁打、6打点、9安打）、チームメイトの今江敏晃がシリーズMVP、優秀選手賞も同じくチームメイトの清田育宏と内竜也、対戦相手の大島洋平（中日ドラゴンズ）がそれぞれ受賞した為、選ばれなかった。
2011年
開幕当初は主に7番を打っていたが、金泰均の故障により4月末から4番に入ることとなる。守備面では当初は右翼手を務めていたが、清田育宏・伊志嶺翔大らが先発出場するようになったことで、以降は左翼手に回っている。5月4日、埼玉西武ライオンズ戦で死球を受けて右手薬指を打撲。自身は軽傷をアピールするが直後に登録を抹消され、そのまま一軍復帰はなく6月29日に工藤隆人+金銭との交換トレードで巨人へ移籍。同年は、4月18日から和牛メンチカツをパティにした「サブローバーガー」がQVCマリンフィールドで売り出されたが、巨人移籍により販売終了となっている。

### 巨人時代
2011年6月30日に支配下選手登録され、巨人への入団会見を行った。球団側の方針により登録名は本名の「大村三郎」、背番号は交換相手の工藤が着用していた0に決まった。翌7月1日に一軍合流、即出場選手登録され、同日の対中日ドラゴンズ戦（東京ドーム）の8回裏に代打で出場、吉見一起から左翼席にソロ本塁打を放った。7月2日に東京ドームで移籍後初のスタメンで6番で試合に出場した。その後は、対戦チームの先発投手に左投手が見込まれる際に往年の勝負強さを買われ5、6番としての先発出場が多かったが、それ以外は代打としての出場が主で調子が上がらず、一時期は二軍落ちになるなど、48試合の出場に終わった。クライマックスシリーズファーストステージ第1戦では代打で出場し本塁打を放ったが、チームはファーストステージで敗れ、シーズンを終えた。日本シリーズ終了後、出場機会を求めてフリーエージェント権を行使した。巨人在籍はわずか154日だった。

### ロッテ復帰
2011年12月23日、千葉ロッテマリーンズへの復帰が決定し、発表された。大村の放出を決定したフロントが退任し、後任が大村の呼び戻しに好意的だったため、ロッテ復帰への障害は無くなっていた。登録名はサブロー、背番号も3に決まった。3年連続ロッテ在籍時の個人応援歌が変更されている。
2012年
開幕から5番を任されたが、その後不振のジョシュ・ホワイトセルに代わって4番に起用され、前半戦のチーム快進撃を支える。しかし、夏場に調子を落とし、ホワイトセル復帰後は6番や7番などの下位に回った。守備は、当初は左翼手で、ホワイトセル離脱後は主に指名打者を務め、井口資仁やホワイトセルなど他の野手が指名打者で出場する場合には左翼手も務めた。また、シーズン前から一塁手の練習も始め、9月21日のオリックス戦で初めて一塁手として出場した。この年は最終的に自己最多となる137試合に出場したが、打率.239、7本塁打、52打点と不本意な成績に終わった。それでも得点圏打率は.290、リーグトップの78四球を記録する。シーズン終了後に右肘の手術を受けた。
2013年
開幕戦は「6番・指名打者」で先発する。シーズン序盤から不振が続き代打での出場が多くなる。6月29日の福岡ソフトバンクホークス戦では9回裏、代打で登場して12年ぶりのサヨナラ打を放つ。調子が上がらないまま7月末に怪我で二軍落ちをする。8月末に一軍に復帰。その後は復調し、主に左翼手でスタメンの座を取り戻した。しかしシーズンを通しては73試合の出場で打率.245、5本塁打、24打点と、またしても不本意な成績に終わった。しかも例年は高い打率を残す得点圏打率が.183、と持ち味の勝負強さを発揮できなかった。前年は指名打者の出場が多かったが、当シーズンはクレイグ・ブラゼルやG.G.佐藤の加入もあり左翼手として守備についた試合の方が多かった。
2014年
8年間続けてきた開幕スタメンを逃すも、開幕戦で9回に代打で出場し、安打を放つ。しかし、その後は振るわず、10打席以上連続無安打が続くも、4月4日、対北海道日本ハムファイターズ戦でシーズン初適時打を含むマルチ安打を放ってからは、徐々に調子を上げてゆく。5月は打撃絶好調で、2005年から10年連続となる4番も務め、月間MVP候補に挙がる程の活躍を見せた。（.324、2本塁打、11打点、OPS.867）。一時は打率が.330を超えるも、交流戦に入ってからは徐々に調子を落とし、終盤には途中加入のアルフレド・デスパイネの活躍と、自身の失速が重なり、出番が激減。最終的には打率.248、4本塁打、25打点と前年とほぼ同様の成績に終わった。一方で、得点圏打率は.284と前年から大幅に上昇した。また2年ぶりに右翼の守備にもついた。
2015年
開幕から不調が続き主に代打起用。6月15日の対東京ヤクルトスワローズ戦で初本塁打を放つもその後も調子は上がらなかった。10月4日の対日本ハム戦で勝ち越し2点適時打を放ち、チームのCS出場に貢献した。しかしCSは出番がなくシーズンが終わり最終的に36試合で打率.217（46打数10安打）、本塁打1、打点4と不調なシーズンとなった。
2016年
8月31日、球団オフィシャルサイトにて2016年限りでの現役引退が発表された。年齢に加え、本年は一度も一軍に昇格出来なかったことで退き際を悟ったという。現役引退に際し、「今季限りでの現役を引退することを決めました。千葉ロッテマリーンズで2005年に31年ぶりの日本一など、日本一を2度経験することも出来ました。幸せな野球人生でした。それはすべて、どんな時も応援してくれたファンの皆様、そして関係者を始め、色々な形でサポートしてくれた方々のおかげだと思っています。感謝をしています。22年間、本当にありがとうございました。」とコメントした。9月25日の対オリックス戦（QVCマリン）で引退試合を行い、「4番・指名打者」として先発出場。9回表には指名打者を解除し、左翼手および右翼手の守備に就いた。打撃では、第3打席までは全て空振り三振に倒れたものの、最終打席となった9回裏の第4打席では平野佳寿から右中間への二塁打を記録。自ら引退の花道を飾った。試合後に行われたセレモニーでは、「私にはもう1つの夢があります。この千葉ロッテマリーンズを日本一の球団にすることです。その夢に向かって、勇往邁進してまいります。」と話した。なお、この試合では、ロッテ球団としては初のパブリックビューイングも実施された。また、引退セレモニー、および（引退に際しての）現役生活を振り返る記事等を通して、西岡剛、鈴木大地、西野勇士等から、一人の野球人として的確なアドバイスを送ったことに対する感謝の言葉が寄せられたほか、引退試合では巨人時代のチームメイト（阿部慎之助、坂本勇人、長野久義、内海哲也、山口鉄也、2014 - 2015年にロッテに在籍したルイス・クルーズ）が応援に駆け付ける等、その人望の厚さがうかがえる引き際となった。その後、12月2日に自由契約公示された。

### 現役引退後
2017年3月30日、ロッテ球団のスペシャルアシスタントに就任した。2018年7月6日からは、球団スペシャルアシスタントを務める傍ら、日刊スポーツ高校野球記事の編成部長も務めた。
2020年1月8日、東北楽天ゴールデンイーグルスファームディレクターへの就任が発表された。二軍の統括として一・二軍首脳陣のパイプ役に加え、ドラフト会議において助言も行う。その後、2021年も同職を務め、2022年はスカウティングアドバイザーを務め、同年限りで退団した。
同年11月13日、2023年からロッテの二軍監督を務めることが発表された。登録名は現役時代と変わらずサブローで、背番号は恩師である山本功児がかつて着用していた86。2025年からは二軍統括打撃コーチも新たに兼任することになったが、シーズン前半の最下位低迷を受けて、交流戦前の6月2日に、福浦和也一・二軍統括打撃コーディネーターを二軍監督に転換する形で一軍ヘッドコーチへ昇格した。

## 表記名について
ロッテ入団に際し、同姓の大村巌が在籍していたことと、同年に史上初のシーズン200安打を達成したイチローにあやかり、登録名を「サブロー」とした。
当時千葉マリンスタジアムのウグイス嬢を務めていた谷保恵美がコールする際は「サブローーーー」と語尾を伸ばすことが恒例となっていた。
巨人移籍後は原則としてファーストネームやニックネームなどでの選手名登録を認めないというチームの事情から、登録名は本名の「大村三郎」となり、スコアボード表記も「大村」となった。ただし「サブロー」の愛称が定着していることから、同姓の選手は球団内に所属していないが、場内アナウンスではフルネームで呼称されていた。
2012年からのロッテ復帰後は登録名を再び「サブロー」に戻しており、2023年の二軍監督就任後もこの登録名にしている。
なお、現役引退後のロッテのスペシャルアシスタント及び楽天のファームディレクター・スカウティングアドバイザーとしては、本名の「大村三郎」名義での活動であった。一方、日刊スポーツで記事に携わるときは「サブロー」名義になっていた。

## 選手としての特徴

### 打撃
内角球すらも右翼方向に流し打つ技巧を持ち味とし、2008年から2010年にかけての通算得点圏打率.326という勝負強さも持ち味としているほか、同対左打率.292に対し対右打率.285と投手の左右を苦にしない。打球を飛ばす方向を決めてから打席に入ることが多いようで、早いカウントに強いが追い込まれると弱い傾向にある。

### 守備・走塁
守備のうまさには定評がある（外野からの本塁への正確な返球は“レーザービーム”と評された） が、ライト線方向の打球を苦手としている。
走塁は右打者ながら一塁到達までコンスタントに4.3秒台を記録し、特に三塁到達までは11.66秒を記録する俊足を誇る。

## 詳細情報

### 年度別打撃成績
| 年 度      | 球 団      | 試 合 | 打 席 | 打 数 | 得 点 | 安 打 | 二 塁 打 | 三 塁 打 | 本 塁 打 | 塁 打 | 打 点 | 盗 塁 | 盗 塁 死 | 犠 打 | 犠 飛 | 四 球 | 敬 遠 | 死 球 | 三 振 | 併 殺 打 | 打 率 | 出 塁 率 | 長 打 率 | O P S |
| ---------- | ---------- | ----- | ----- | ----- | ----- | ----- | -------- | -------- | -------- | ----- | ----- | ----- | -------- | ----- | ----- | ----- | ----- | ----- | ----- | -------- | ----- | -------- | -------- | ----- |
| 1995       | ロッテ     | 28    | 61    | 48    | 4     | 9     | 2        | 0        | 0        | 11    | 2     | 3     | 4        | 1     | 1     | 11    | 0     | 0     | 17    | 0        | .188  | .333     | .229     | .563  |
| 1996       | ロッテ     | 9     | 1     | 1     | 1     | 1     | 0        | 0        | 0        | 1     | 0     | 0     | 0        | 0     | 0     | 0     | 0     | 0     | 0     | 0        | 1.000 | 1.000    | 1.000    | 2.000 |
| 1997       | ロッテ     | 33    | 32    | 28    | 2     | 5     | 2        | 0        | 0        | 7     | 1     | 1     | 0        | 2     | 0     | 2     | 0     | 0     | 8     | 0        | .179  | .233     | .250     | .483  |
| 1998       | ロッテ     | 2     | 1     | 1     | 0     | 0     | 0        | 0        | 0        | 0     | 0     | 0     | 0        | 0     | 0     | 0     | 0     | 0     | 1     | 0        | .000  | .000     | .000     | .000  |
| 1999       | ロッテ     | 108   | 156   | 130   | 26    | 30    | 9        | 0        | 0        | 39    | 8     | 1     | 5        | 12    | 0     | 12    | 1     | 2     | 27    | 0        | .231  | .306     | .300     | .606  |
| 2000       | ロッテ     | 95    | 314   | 263   | 42    | 71    | 13       | 1        | 5        | 101   | 23    | 8     | 2        | 15    | 1     | 35    | 0     | 0     | 41    | 4        | .270  | .355     | .384     | .739  |
| 2001       | ロッテ     | 108   | 284   | 240   | 37    | 55    | 12       | 1        | 1        | 72    | 25    | 9     | 7        | 17    | 3     | 23    | 0     | 1     | 45    | 8        | .229  | .296     | .300     | .596  |
| 2002       | ロッテ     | 131   | 512   | 441   | 67    | 126   | 33       | 2        | 9        | 190   | 43    | 13    | 1        | 20    | 6     | 36    | 0     | 9     | 93    | 4        | .286  | .348     | .431     | .778  |
| 2003       | ロッテ     | 80    | 333   | 286   | 44    | 78    | 23       | 1        | 10       | 133   | 46    | 4     | 7        | 13    | 4     | 24    | 1     | 6     | 66    | 2        | .273  | .338     | .465     | .803  |
| 2004       | ロッテ     | 89    | 295   | 258   | 31    | 66    | 16       | 3        | 5        | 103   | 33    | 2     | 2        | 5     | 2     | 26    | 0     | 4     | 54    | 12       | .256  | .331     | .399     | .730  |
| 2005       | ロッテ     | 107   | 394   | 351   | 68    | 110   | 19       | 6        | 14       | 183   | 50    | 6     | 3        | 2     | 2     | 38    | 0     | 1     | 77    | 6        | .313  | .380     | .521     | .901  |
| 2006       | ロッテ     | 115   | 344   | 298   | 38    | 65    | 13       | 1        | 9        | 107   | 38    | 6     | 2        | 2     | 8     | 34    | 0     | 2     | 84    | 6        | .218  | .295     | .359     | .654  |
| 2007       | ロッテ     | 133   | 528   | 472   | 67    | 127   | 28       | 4        | 7        | 184   | 68    | 13    | 5        | 3     | 6     | 43    | 1     | 4     | 105   | 5        | .269  | .331     | .390     | .721  |
| 2008       | ロッテ     | 105   | 390   | 346   | 43    | 100   | 22       | 2        | 6        | 144   | 56    | 6     | 4        | 0     | 4     | 36    | 1     | 4     | 70    | 5        | .289  | .359     | .416     | .775  |
| 2009       | ロッテ     | 119   | 489   | 427   | 71    | 134   | 24       | 2        | 22       | 228   | 68    | 4     | 7        | 4     | 9     | 48    | 2     | 1     | 121   | 7        | .314  | .377     | .534     | .911  |
| 2010       | ロッテ     | 125   | 513   | 452   | 58    | 118   | 15       | 2        | 19       | 194   | 71    | 2     | 1        | 2     | 1     | 56    | 0     | 2     | 118   | 14       | .261  | .344     | .429     | .774  |
| 2011       | ロッテ     | 19    | 78    | 70    | 5     | 19    | 4        | 0        | 2        | 29    | 9     | 0     | 0        | 0     | 0     | 6     | 0     | 2     | 13    | 3        | .271  | .346     | .414     | .760  |
| 2011       | 巨人       | 48    | 111   | 103   | 10    | 25    | 5        | 0        | 1        | 33    | 9     | 0     | 2        | 1     | 0     | 7     | 0     | 0     | 26    | 2        | .243  | .291     | .320     | .611  |
| '11計      | 巨人       | 67    | 189   | 173   | 15    | 44    | 9        | 0        | 3        | 62    | 18    | 0     | 2        | 1     | 0     | 13    | 0     | 2     | 39    | 5        | .254  | .314     | .358     | .672  |
| 2012       | ロッテ     | 137   | 560   | 476   | 52    | 114   | 28       | 0        | 7        | 163   | 52    | 0     | 0        | 0     | 4     | 78    | 1     | 2     | 105   | 12       | .239  | .346     | .342     | .688  |
| 2013       | ロッテ     | 73    | 216   | 184   | 17    | 45    | 9        | 0        | 5        | 69    | 24    | 0     | 1        | 1     | 4     | 27    | 0     | 0     | 42    | 6        | .245  | .335     | .375     | .710  |
| 2014       | ロッテ     | 81    | 249   | 218   | 18    | 54    | 13       | 0        | 4        | 79    | 25    | 0     | 2        | 0     | 3     | 27    | 0     | 1     | 60    | 6        | .248  | .329     | .362     | .692  |
| 2015       | ロッテ     | 36    | 52    | 46    | 2     | 10    | 1        | 0        | 1        | 14    | 4     | 0     | 0        | 0     | 0     | 6     | 0     | 0     | 14    | 1        | .217  | .308     | .304     | .612  |
| 2016       | ロッテ     | 1     | 4     | 4     | 0     | 1     | 1        | 0        | 0        | 2     | 0     | 0     | 0        | 0     | 0     | 0     | 0     | 0     | 3     | 0        | .250  | .250     | .500     | .750  |
| 通算：22年 | 通算：22年 | 1782  | 5917  | 5143  | 703   | 1363  | 292      | 25       | 127      | 2086  | 655   | 78    | 55       | 100   | 58    | 575   | 7     | 41    | 1190  | 103      | .265  | .340     | .406     | .746  |

- 各年度の太字はリーグ最高

### 年度別守備成績
| 年 度 | 一塁  | 一塁  | 一塁  | 一塁  | 一塁  | 一塁     | 二塁  | 二塁  | 二塁  | 二塁  | 二塁  | 二塁     | 遊撃  | 遊撃  | 遊撃  | 遊撃  | 遊撃  | 遊撃     | 外野  | 外野  | 外野  | 外野  | 外野  | 外野     |
| 年 度 | 試 合 | 刺 殺 | 補 殺 | 失 策 | 併 殺 | 守 備 率 | 試 合 | 刺 殺 | 補 殺 | 失 策 | 併 殺 | 守 備 率 | 試 合 | 刺 殺 | 補 殺 | 失 策 | 併 殺 | 守 備 率 | 試 合 | 刺 殺 | 補 殺 | 失 策 | 併 殺 | 守 備 率 |
| ----- | ----- | ----- | ----- | ----- | ----- | -------- | ----- | ----- | ----- | ----- | ----- | -------- | ----- | ----- | ----- | ----- | ----- | -------- | ----- | ----- | ----- | ----- | ----- | -------- |
| 1995  | -     | -     | -     | -     | -     | -        | -     | -     | -     | -     | -     | -        | 2     | 0     | 1     | 0     | 0     | 1.000    | 22    | 19    | 0     | 0     | 0     | 1.000    |
| 1996  | -     | -     | -     | -     | -     | -        | -     | -     | -     | -     | -     | -        | 4     | 2     | 2     | 0     | 0     | 1.000    | 3     | 0     | 0     | 0     | 0     | ----     |
| 1997  | -     | -     | -     | -     | -     | -        | -     | -     | -     | -     | -     | -        | -     | -     | -     | -     | -     | -        | 32    | 28    | 0     | 0     | 0     | 1.000    |
| 1998  | -     | -     | -     | -     | -     | -        | -     | -     | -     | -     | -     | -        | -     | -     | -     | -     | -     | -        | 2     | 1     | 0     | 0     | 0     | 1.000    |
| 1999  | -     | -     | -     | -     | -     | -        | -     | -     | -     | -     | -     | -        | -     | -     | -     | -     | -     | -        | 98    | 95    | 5     | 2     | 0     | .980     |
| 2000  | -     | -     | -     | -     | -     | -        | -     | -     | -     | -     | -     | -        | -     | -     | -     | -     | -     | -        | 91    | 145   | 5     | 2     | 1     | .987     |
| 2001  | -     | -     | -     | -     | -     | -        | 27    | 79    | 84    | 3     | 15    | .982     | -     | -     | -     | -     | -     | -        | 75    | 111   | 5     | 2     | 2     | .983     |
| 2002  | -     | -     | -     | -     | -     | -        | -     | -     | -     | -     | -     | -        | -     | -     | -     | -     | -     | -        | 130   | 188   | 8     | 3     | 1     | .985     |
| 2003  | -     | -     | -     | -     | -     | -        | -     | -     | -     | -     | -     | -        | -     | -     | -     | -     | -     | -        | 79    | 135   | 8     | 0     | 1     | 1.000    |
| 2004  | -     | -     | -     | -     | -     | -        | -     | -     | -     | -     | -     | -        | -     | -     | -     | -     | -     | -        | 83    | 121   | 3     | 0     | 0     | 1.000    |
| 2005  | -     | -     | -     | -     | -     | -        | -     | -     | -     | -     | -     | -        | -     | -     | -     | -     | -     | -        | 105   | 225   | 7     | 1     | 1     | .996     |
| 2006  | -     | -     | -     | -     | -     | -        | -     | -     | -     | -     | -     | -        | -     | -     | -     | -     | -     | -        | 112   | 158   | 6     | 0     | 0     | 1.000    |
| 2007  | -     | -     | -     | -     | -     | -        | -     | -     | -     | -     | -     | -        | -     | -     | -     | -     | -     | -        | 130   | 278   | 8     | 5     | 1     | .983     |
| 2008  | -     | -     | -     | -     | -     | -        | -     | -     | -     | -     | -     | -        | -     | -     | -     | -     | -     | -        | 103   | 202   | 6     | 4     | 0     | .981     |
| 2009  | -     | -     | -     | -     | -     | -        | -     | -     | -     | -     | -     | -        | -     | -     | -     | -     | -     | -        | 109   | 212   | 5     | 2     | 2     | .991     |
| 2010  | -     | -     | -     | -     | -     | -        | -     | -     | -     | -     | -     | -        | -     | -     | -     | -     | -     | -        | 111   | 209   | 4     | 1     | 1     | .995     |
| 2011  | -     | -     | -     | -     | -     | -        | -     | -     | -     | -     | -     | -        | -     | -     | -     | -     | -     | -        | 51    | 62    | 3     | 1     | 1     | .985     |
| 2012  | 5     | 50    | 1     | 1     | 2     | .981     | -     | -     | -     | -     | -     | -        | -     | -     | -     | -     | -     | -        | 53    | 90    | 0     | 1     | 0     | .989     |
| 2013  | -     | -     | -     | -     | -     | -        | -     | -     | -     | -     | -     | -        | -     | -     | -     | -     | -     | -        | 28    | 39    | 0     | 1     | 0     | .975     |
| 2014  | -     | -     | -     | -     | -     | -        | -     | -     | -     | -     | -     | -        | -     | -     | -     | -     | -     | -        | 20    | 25    | 0     | 1     | 0     | .962     |
| 2015  | -     | -     | -     | -     | -     | -        | -     | -     | -     | -     | -     | -        | -     | -     | -     | -     | -     | -        | 6     | 7     | 0     | 0     | 0     | 1.000    |
| 2016  | -     | -     | -     | -     | -     | -        | -     | -     | -     | -     | -     | -        | -     | -     | -     | -     | -     | -        | 1     | 0     | 0     | 0     | 0     | ----     |
| 通算  | 5     | 50    | 1     | 1     | 2     | .981     | 27    | 79    | 84    | 3     | 15    | .982     | 6     | 2     | 3     | 0     | 0     | 1.000    | 1444  | 2350  | 73    | 26    | 11    | .989     |

- 太字年はゴールデングラブ賞受賞年

### 表彰
- ゴールデングラブ賞：2回（2005年、2007年）
- 日本シリーズ優秀選手賞：1回（2005年・打率.235 安打4 本塁打1 打点4）
- 月間MVP：1回（2007年6月）
- JA全農Go・Go賞：1回（最多二・三塁打賞：2002年8月）
- セ・パ交流戦 日本生命賞：1回（2007年 打率.347、安打33、本塁打3、打点23。打点は12球団トップ）
- パ・リーグクライマックスシリーズ第1ステージMVP：1回（2007年）
- ユーキャン新語・流行語大賞 トップテン（2005年、「ボビーマジック」、今江敏晃と共同で受賞）

### 記録
初記録
- 初出場・初先発出場：1995年6月25日、対福岡ダイエーホークス13回戦（福岡ドーム）、8番・左翼手で先発出場
- 初打席：同上、2回表に下柳剛から四球
- 初安打・初打点：1995年6月27日、対西武ライオンズ14回戦（福井県営野球場）、2回裏に小野和義から適時打
- 初盗塁：1995年7月6日、対近鉄バファローズ14回戦（千葉マリンスタジアム）、5回裏に二盗（投手：小池秀郎、捕手：古久保健二）
- 初本塁打：2000年5月18日、対福岡ダイエーホークス7回戦（千葉マリンスタジアム）、2回裏に松本輝から左越3ラン

節目の記録
- 1000試合出場：2007年8月15日、対西武ライオンズ16回戦（千葉マリンスタジアム）、4番・右翼手で先発出場 ※史上421人目
- 1000安打：2010年4月17日、対オリックス・バファローズ4回戦（千葉マリンスタジアム）、5回裏に金子千尋から左中間へ2ラン ※史上257人目
- 100本塁打：2010年7月20日、対北海道日本ハムファイターズ14回戦（札幌ドーム）、5回表に木田優夫から中越ソロ ※史上261人目
- 1500試合出場：2012年5月31日、対阪神タイガース2回戦（阪神甲子園球場）、4番・左翼手で先発出場 ※史上176人目
- 1000三振：2012年6月11日、対読売ジャイアンツ4回戦（東京ドーム）、2回表に杉内俊哉から ※史上54人目

その他の記録
- 9打席連続安打：2007年6月3日 - 6日 ※史上6人目[33]
- 同一シーズン2球団で本塁打：2011年 ※史上4人目
- オールスターゲーム出場：2回（2002年、2009年）

### 背番号
- 36（1995年 - 1996年）
- 2（1997年 - 2003年）
- 3（2004年 - 2011年6月29日、2012年 - 2016年）
  - 9（2007年第24回アジア野球選手権大会）
- 0（2011年6月30日 - 同年終了）
- 86（2023年 - ）

### 登録名
- サブロー（1995年 - 2011年6月29日、2012年 - 2016年、2023年 - ）
- 大村 三郎（おおむら さぶろう、2011年6月30日 - 同年終了）

### 登場曲
- 「栄光の架橋」ゆず (2005年 - 2016年)